# Deník Referendum
Deník Referendum (někdy zkracováno na DR) je český nezávislý internetový deník s levicovým zaměřením, který vznikl na konci roku 2009. Server každý den zveřejňuje soubor nejméně pěti komentářů a výběr zpráv z domova i zahraničí. Šéfredaktorem a vydavatelem deníku je novinář Jakub Patočka.

## Fungování
Server byl spuštěn 30. listopadu 2009. Šéfredaktorem je český novinář, bývalý ekologický aktivista a dlouholetý šéfredaktor Literárních novin Jakub Patočka. Od Patočkových Literárních novin převzal Deník Referendum i mnohé přispěvatele, část redaktorů a ideové zaměření.[zdroj?] Deník je považovaný za levicově orientovaný; zaměřuje se například na sociální nerovnost ve společnosti nebo environmentalistická témata.
Mezi pravidelné sloupkaře či komentátory serveru, kteří zde ve všední dny zveřejňují své články, patří Zdeněk Bárta, Patrik Eichler, Petr Fischer, Petr Jedlička, Lukáš Jelínek, Jakub Patočka, Filip Outrata, Petr Pospíchal, Pavel Šaradín, Ivan Štampach, Ondřej Vaculík nebo Alena Zemančíková. K reportérkám média patří Zuzana Vlasatá, Gaby Khazalová, Petra Dvořáková a Fatima Rahimi. Mezi další přispěvatele patří např. Ondřej Slačálek, Jan Májíček, Martin Škabraha, Jiří Dolejš, Zdeněk Vyšohlíd, Jiří Pehe a Saša Gr. V minulosti do něj přispívala Táňa Fischerová.
Čtenáři se mohou do profilu deníku zapojit pomocí tzv. čtenářských diskusí. Diskutovat s autory mohou pouze registrovaní uživatelé pod svým plným jménem. Veškerý obsah deníku je zdarma přístupný každému, ale diskuse jsou zde přísně neanonymní a jsou otevřeny pouze předplatitelům. Diskuse také podléhají etickému kodexu.
Deník je financován především prostřednictvím Nadačního fondu Nezávislosti Deníku Referendum, do kterého mají čtenáři možnost přispívat skrze pravidelné měsíční příspěvky. U příležitosti druhého výročí vzniku deníku vydal šéfredaktor Patočka výzvu „Náš osud ve vašich rukou“, která konstatovala že DR hrozí zánik, nepomohou-li mu jeho čtenáři a prosila je aby zřídili trvalé příkazy a Deníku pomohli. Reakce na výzvu byla podle redakce příznivá a situaci deníku se zdařilo stabilizovat.
V prosinci 2020 vzbudilo mediální pozornost trestní oznámení, které na redaktory Jakuba Patočku a Zuzanu Vlasatou podala chemička DEZA společně s jejím mateřským holdingem Agrofert; oznámení souviselo se sérií textů deníku o úniku toxických látek do Bečvy koncem září 2020.